# Radovan Hromádko
Radovan Hromádko (* 16. Mai 1967 in Náchod) ist ein ehemaliger tschechischer Fußballspieler und derzeitiger Fußballtrainer.

## Karriere
Radovan Hromádko begann mit dem Fußballspielen bei Tepna Náchod, mit 20 Jahren wechselte er zu LIAZ Jablonec in die 2. Liga. Erst bei Bohemians Prag ab der Saison 1988/89 stand er allerdings in einem Erstligakader. Dort konnte sich der Mittelfeldspieler nicht durchsetzen und wechselte zur Spielzeit 1990/91 zu seinem ehemaligen Klub, der nun SK Náchod hieß.
1991 wurde Hromádko von LIAZ Jablonec zurückgeholt. Mit dem zwischenzeitlich in FK Jablonec umbenannten Klub gelang ihm 1994 der Aufstieg in die 1. Tschechische Liga. In dieser Zeit gehörte Hromádko schon zu den Leistungsträgern in Jablonec.
Am 13. Dezember 1995 debütierte Radovan Hromádko im Spiel gegen Kuwait in der Tschechischen Nationalmannschaft. Sein zweiter Einsatz für Tschechien am 4. September 1996 in Jablonec gegen Island war zugleich sein letzter Auftritt im Nationaldress.
1998 wechselte Hromádko zu Maccabi Haifa in die israelische Liga, dort absolvierte er 23 Spiele und schoss fünf Tore. Im Sommer 1999 kehrte er nach Tschechien zurück und spielte fortan für Viktoria Žižkov. Nach nur einer Saison zog Hromádko weiter in die 2. Liga zum FK AS Pardubice. Seine Karriere ließ er von 2001 bis 2004 beim SK Semily ausklingen.
Nach seiner aktiven Laufbahn arbeitete Radovan Hromádko als Sportlicher Leiter beim FK Jablonec, zur Saison 2006/07 wurde er Trainer bei Union Čelákovice.